# Gymnopogon burchellii
Gymnopogon burchellii là một loài thực vật có hoa trong họ Hòa thảo. Loài này được (Munro ex Döll) Ekman mô tả khoa học đầu tiên năm 1912.